# Lekkoatletyka na Letnich Igrzyskach Paraolimpijskich 2004 – bieg na 800 metrów kl. T37 mężczyzn
W biegu na 800 metrów kl. T37 mężczyzn (zawodnicy stojący z porażeniem mózgowym) podczas Letnich Igrzysk Paraolimpijskich 2004 rywalizowało ze sobą 16 zawodników.

## Wyniki

### Eliminacje
Bieg 1
| Poz. | Zawodnik            | Narodowość       | Rezultat | Uwagi |
| ---- | ------------------- | ---------------- | -------- | ----- |
| 1    | Oleksandr Driha     | Ukraina          | 2:14.12  | Q     |
| 2    | Mariusz Tubielewicz | Polska           | 2:16.10  | Q     |
| 3    | Stephen Cooper      | Wielka Brytania  | 2:16.11  | Q     |
| 4    | Mustapha Thabet     | Algieria         | 2:16.12  | Q     |
| 5    | Carlos Fernandez    | Hiszpania        | 2:24.90  |       |
| 6    | Yong Jin Choi       | Korea Południowa | 2:35.54  |       |
|      | Malcolm Bennett     | Australia        | DNS      |       |
|      | Gaston Torres       | Argentyna        | DNS      |       |

Bieg 2
| Poz. | Zawodnik         | Narodowość       | Rezultat | Uwagi |
| ---- | ---------------- | ---------------- | -------- | ----- |
| 1    | Mohamed Charmi   | Tunezja          | 2:08.85  | Q, WR |
| 2    | Rezki Reguig     | Algieria         | 2:14.64  | Q     |
| 3    | Micha Janse      | Holandia         | 2:15.13  | Q     |
| 4    | Kang Sung Kook   | Korea Południowa | 2:22.57  | Q     |
| 5    | Lamouri Rahmouni | Francja          | 2:23.00  |       |
| 6    | He Cheng’en      | Chiny            | 2:26.17  |       |
|      | Benny Govaerts   | Belgia           | DNF      |       |
|      | Khaled Hanani    | Algieria         | DQ       |       |

### Finał
| Poz. | Zawodnik            | Narodowość       | Rezultat | Uwagi |
| ---- | ------------------- | ---------------- | -------- | ----- |
| 1    | Oleksandr Driha     | Ukraina          | 2:03.18  | WR    |
| 2    | Mohamed Charmi      | Tunezja          | 2:05.10  |       |
| 3    | Mariusz Tubielewicz | Polska           | 2:10.17  |       |
| 4    | Stephen Cooper      | Wielka Brytania  | 2:12.62  |       |
| 5    | Micha Janse         | Holandia         | 2:13.41  |       |
| 6    | Rezki Reguig        | Algieria         | 2:13.87  |       |
| 7    | Mustapha Thabet     | Algieria         | 2:14.62  |       |
| 8    | Kang Sung Kook      | Korea Południowa | 2:21.31  |       |